# Liste bekannter Zitherspieler
In dieser Liste werden Musiker aufgeführt, die als Instrumentalisten mit dem Saiteninstrument Zither Bekanntheit erlangt haben.

## A
- Max Albert (* 7. Januar 1833 in München; † 4. September 1882 in Berlin), Zithervirtuose, Komponist, Musikschriftsteller, Gründer einer Akademie für Zitherspiel in Berlin

## B
- Alfons Bauer (1920–1997)
- Eduard Bayer (1822–1908)
- Max Joseph in Bayern (1808–1888)
- Michael Bredl (1915–1999)

## C
- Wilhelm Conrad (* 17. Januar 1842 in Frankenberg; † um 1911 in Berlin), Zitherspieler, Gitarrist, Musikpädagoge, Gambist, Sänger, Komponist

## D
- Adam Darr (1811–1866)
- Johann Dubez (auch Dubetz) (1828–1891)

## F
- Walter Johann Feierfeil (* 1931)
- Xu Fengxia (* 1963)
- Georg Freundorfer (1881–1940)
- Max Funk (* 25. Juni 1892 in Berlin; † 3. Mai 1970 ebenda), Zithervirtuose, Quartettleiter, Dirigent, Lehrer, Komponist

## G
- Heinz Gamper (* 1949)
- Georg Glasl (* 1957)
- Richard Grünwald (* 13. März 1877 in Budapest; † 10. Mai 1963 in Wien), Zitherspieler, Komponist, Autor und Verleger

## H
- Josef Haustein (* 25. August 1849 in Vorderbrühl bei Wien; † 21. August 1926 in Mödling), Autor der „Schule der Geläufigkeit“
- Emil Holz (* 24. Oktober 1898 in Zürich; † 29. März 1967 ebenda), Zithervirtuose, Lehrer, Quartettleiter, Komponist
- Stephan Hörandner (* 1983)
- August Huber (* 28. August 1845 in Wien; † 2. Februar 1917 in Graz)
- Gertrud Huber (* 1963)
- Leopold Hurt (* 1979)

## J
- Roland Jordan (* 7. September 1943 in Innsbruck; † 14. Januar 2020 ebenda), Zithersolist, Gitarrist und Dichter

## K
- Anton Karas (1906–1985)
- Paul Kiem (1882–1960)
- Rudi Knabl (1912–2001)
- Ferdinand Kollmaneck (* 11. Februar 1871 in Wien; † 13. Juli 1941 in Leipzig), „Wiener Secessionsensemble“, Erfinder der „Ideal-Reformzither“
- Franz Georg Knotzinger (* 16. März 1908; † 31. Dezember 1993 in Wien), Zitherspieler („Wiener Zithertrio“), Musikkritiker, Autor
- Franz Kropf (1826–1879), Zitherspieler und -lehrer (u. a. von Kaiserin ‚Sisi‘), Komponist
- Monika Kutter (* 1973)

## L
- Hannelore Laister (* 1944)
- Barbara Laister-Ebner (* 1972)
- Hans Lanner (1873–1964)
- Jörg Lanzinger (* 1975)
- Zuzana Lapčíková (* 1968)
- Alois Rudolf Lerche (* 17. Juni 1851 in Wien; † 24. März 1925 ebenda), Zitherspieler, Komponist, Inhaber einer Zitherschule; Redakteur, Herausgeber und Inhaber des Fachblattes „Der Troubadour“

## M
- Martin Mallaun (* 1975 in Kitzbühel/Tirol), Zithervirtuose und Biologe
- Fritz Mühlhölzl (* 24. Oktober 1890 in München; † 16. April 1940), Gitarren- und Zithervirtuose, Musiklehrer in München
- Michal Müller (* 1977), Zithersolist, Pädagoge, Produzent
- Wilhelm Müller-Ilmenau (* 23. Juli 1911 in Hannover; † 12. März 1961), Zitherspieler, Lehrer und Komponist

## O
- Harald Oberlechner (* 1963 in St. Johann/Tirol), Zithervirtuose und Dozent für Zither
- Josef Omuletz (1870–1938)

## P
- Vanessa Peham (* 1993), österreichische Zithervirtuosin
- Johann Petzmayer (1803–1884)
- Heinrich Pröll (* 29. Juni 1899 in Wien; † 22. Februar 1980 ebenda), Zitherspieler („Wiener Zithermeister-Quartett“), Lehrer, Autor einer Zitherschule

## R
- Anni Raithel (* 16. Dezember 1893 in München; † 27. August 1980 ebenda), Gitarren- und Zithervirtuosin, Musikpädagogin
- Curt Herbert Richter (1898–1974)
- Florian Ringler (1856–1934)
- Ernst Rommel (* 10. Oktober 1905; † 28. März 1985), Gitarren- und Zithervirtuose, Dozent an der Musikhochschule Weimar, Komponist
- Arthur Rosenbauer (* 1955)
- Fred Rüffer (5. August 1900 in Deuben; † 25. Dezember 1979 Freital), Zithervirtuose mit vielen Konzerten im In- und Ausland, zahlreiche Rundfunkaufnahmen, Zitherlehrer

## S
- Wilfried Scharf (* 1955)
- Simon Schneider (* 4. Dezember 1886 in Pasing; † 20. Juni 1971 ebenda), Gitarren- und Zithervirtuose, Komponist, Musiklehrer in Pasing
- Max Schraudolf (1918–1999)
- Johannes Schubert (* 1988 in Offenbach am Main), Zithervirtuose
- Max Schulz (* 5. Februar 1866 in Dresden; † 31. März 1945 in Berlin), Zithervirtuose, Mitglied des Berliner Zithertrios mit Josef Pfleger und Hans Ragotzky (1868–1927) und Mitglied des Berliner Soloterzetts
- Josef Schwarz (* 31. März 1953 in Weyarn), Zither-Sepp, er spielt alles auf der Zither, jedes Lied, ob Klassik, Landler oder modern. Er kannte Rudi Knabl sehr gut.
- Kraudn Sepp (1896–1977)
- Joachim Süß (* 1932)

## T
- Tomy Temerson (* 1973)

## U
- Carl I. F. Umlauf (* 19. September 1824 in Baden, Niederösterreich; † 25. Februar 1902 in Wien), Schöpfer der „Wiener Zither“, Gründer einer Zitherschule, Komponist, Hofmusikus

## W
- Franz Wagner (* 23. August 1853 in Wien; † 7. März 1930 in Graz), Zitherspieler, Komponist, Inhaber einer Zitherschule, Redakteur und Herausgeber
- Friedrich Weber (* 10. November 1921 in Gaming; † 4. September 1996), Musiker (u. a. Zither), Musiklehrer und Komponist
- Nikolaus Weigel (* 17. Dezember 1811 in Hayna, Rheinpfalz; † 17. Januar 1878 in München), Entwickler eines Besaitungssystems für die Schlagzither, Verfasser von Zitherschulen
- Traudl Well (1919–2015)
- Hubert Wolf (1934–1981)
- Guido Wolf (* 1969), Zithersolist Bad Brückenau, bekannt als Zitherwolf

## Y
- Michiyo Yagi (* 1962)

## Z
- Manfred Zick (* 1947), bekannt als Zither-Manä